# Tadeusz Bacia
Tadeusz Bacia (ur. 25 grudnia 1926, zm. 26 marca 2021) – polski neurofizjolog i neurolog, prof. dr hab. nauk medycznych. Absolwent pierwszego powojennego rocznika studiów medycznych we Wrocławiu. Jeden z twórców nowoczesnych metod leczenia padaczki.
Pochowany na cmentarzu św. Rodziny przy ul. Smętnej we Wrocławiu.